# Grand Prix schansspringen 2019
De Grand Prix schansspringen 2019 ging op 20 juli 2019 van start in het Poolse Wisła en eindigde op 5 oktober 2019 in het Duitse Klingenthal. De Grand Prix voor mannen bestond dit seizoen uit acht individuele wedstrijden en twee wedstrijden voor landenteams. De Pool Dawid Kubacki wist dit jaar de Grand Prix op zijn naam te schrijven. De Grand Prix voor vrouwen bestond dit seizoen uit drie individuele wedstrijden. De Japanse Sara Takanashi en de Sloveense Nika Križnar deelden dit seizoen de eindzege in de Grand Prix voor vrouwen.

## Mannen

### Kalender
| Datum      | Plaats       | Schans | Opmerking  | Eerste                                                           | Tweede                                                   | Derde                                                                                   |
| ---------- | ------------ | ------ | ---------- | ---------------------------------------------------------------- | -------------------------------------------------------- | --------------------------------------------------------------------------------------- |
| 20/07/2019 | Wisła        | HS134  | Team Avond | Polen Piotr Żyła Aleksander Zniszczoł Kamil Stoch Dawid Kubacki  | Slovenië Tilen Bartol Anže Lanišek Peter Prevc Timi Zajc | Noorwegen Johann André Forfang Robin Pedersen Marius Lindvik Daniel-André Tande         |
| 21/07/2019 | Wisła        | HS134  | Avond      | Timi Zajc                                                        | Dawid Kubacki                                            | Jevgeni Klimov                                                                          |
| 27/07/2019 | Hinterzarten | HS108  |            | Karl Geiger                                                      | Gregor Schlierenzauer                                    | Richard Freitag                                                                         |
| 10/08/2019 | Courchevel   | HS135  | Avond      | Timi Zajc                                                        | Robert Johansson                                         | Naoki Nakamura                                                                          |
| 17/08/2019 | Zakopane     | HS140  | Team Avond | Japan Naoki Nakamura Keiichi Sato Yukiya Sato Junshiro Kobayashi | Polen Piotr Żyła Jakub Wolny Kamil Stoch Dawid Kubacki   | Noorwegen Halvor Egner Granerud Thomas Åsen Markeng Marius Lindvik Johann André Forfang |
| 18/08/2019 | Zakopane     | HS140  | Avond      | Kamil Stoch                                                      | Dawid Kubacki                                            | Yukiya Sato                                                                             |
| 23/08/2019 | Hakuba       | HS131  | Avond      | Ryoyu Kobayashi                                                  | Yukiya Sato                                              | Keiichi Sato                                                                            |
| 24/08/2019 | Hakuba       | HS131  |            | Ryoyu Kobayashi                                                  | Keiichi Sato                                             | Yukiya Sato                                                                             |
| 29/09/2019 | Hinzenbach   | HS90   |            | Dawid Kubacki                                                    | Philipp Aschenwald                                       | Piotr Żyła                                                                              |
| 05/10/2019 | Klingenthal  | HS140  |            | Anže Lanišek                                                     | Marius Lindvik                                           | Piotr Żyła                                                                              |

### Eindstand
| #  | Atleet          | Land | Punten |
| -- | --------------- | ---- | ------ |
| 1  | Dawid Kubacki   | POL  | 305    |
| 2  | Yukiya Sato     | JPN  | 294    |
| 3  | Timi Zajc       | SLO  | 268    |
| 4  | Ryoyu Kobayashi | JPN  | 261    |
| 5  | Karl Geiger     | GER  | 232    |
| 6  | Naoki Nakamura  | JPN  | 225    |
| 7  | Keiichi Sato    | JPN  | 213    |
| 8  | Piotr Żyła      | POL  | 205    |
| 9  | Jevgeni Klimov  | RUS  | 195    |
| 10 | Marius Lindvik  | NOR  | 173    |

## Vrouwen

### Kalender
| Datum      | Plaats                 | Schans | Opmerking | Eerste         | Tweede           | Derde            |
| ---------- | ---------------------- | ------ | --------- | -------------- | ---------------- | ---------------- |
| 26/07/2019 | Hinterzarten           | HS108  | Avond     | Sara Takanashi | Maren Lundby     | Nika Križnar     |
| 09/08/2019 | Courchevel             | HS135  |           | Sara Takanashi | Chiara Hölzl     | Juliane Seyfarth |
| 18/08/2019 | Frenštát pod Radhoštěm | HS106  |           | Nika Križnar   | Juliane Seyfarth | Urša Bogataj     |

### Eindstand
| #  | Atleet            | Land | Punten |
| -- | ----------------- | ---- | ------ |
| 1  | Sara Takanashi    | JPN  | 200    |
| 1  | Nika Križnar      | SLO  | 200    |
| 3  | Juliane Seyfarth  | GER  | 172    |
| 4  | Urša Bogataj      | SLO  | 160    |
| 5  | Maren Lundby      | NOR  | 125    |
| 6  | Chiara Hölzl      | AUT  | 98     |
| 7  | Lara Malsiner     | ITA  | 88     |
| 8  | Nozomi Maruyama   | JPN  | 81     |
| 8  | Josephine Pagnier | FRA  | 81     |
| 10 | Špela Rogelj      | SLO  | 78     |

## Gemengd

### Kalender
| Datum      | Plaats       | Schans | Opmerking | Eerste                                                              | Tweede                                                               | Derde                                                     |
| ---------- | ------------ | ------ | --------- | ------------------------------------------------------------------- | -------------------------------------------------------------------- | --------------------------------------------------------- |
| 27/07/2019 | Hinterzarten | HS108  | Team      | Duitsland Juliane Seyfarth Karl Geiger Agnes Reisch Richard Freitag | Japan Nozomi Maruyama Junshiro Kobayashi Sara Takanashi Keiichi Sato | Slovenië Nika Križnar Peter Prevc Urša Bogataj Žiga Jelar |